# 매크로 (컴퓨터 과학)

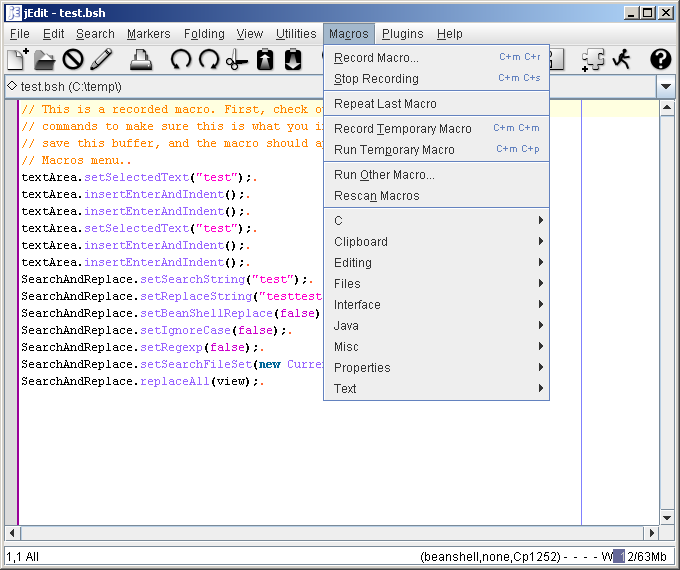
jEdit의 매크로 편집기.

매크로(macro, 문화어: 마크로)는 컴퓨터 과학 분야에서 정해진 순서에 따라 어떻게 특정한 입력 시퀀스 (문자열을 가리키기도 함)가 출력 시퀀스 (이 또한 문자열을 가리키기도 함)로 매핑되어야 하는지를 정의하는 규칙이나 패턴을 말한다. 하나의 매크로를 특정한 출력 시퀀스로 바로 만들어내는 매핑 과정은 "매크로 확장"이라고 알려져 있다.
매크로는 프로그래머가 하나의 프로그램 문에 사용 가능한 일련의 컴퓨팅 명령을 만들기 위해 사용하며 프로그래밍 작업을 덜 따분하게 만들어주고 오류가 덜 발생하게 만들어준다. (즉, 매크로라 불리는 이유는 커다란 코드 블록을 조그마한 일련의 문자들로부터 확장할 수 있기 때문이다)
종류로는 키보드/마우스 매크로, 문자열 대체 매크로, 절차적 매크로, 리스프 매크로 등이 있다.

## 같이 보기
- 매크로 바이러스
- 연산자 (프로그래밍)